# 高谷光信
高谷 光信（たかや みつのぶ、1977年2月27日 - ）は、日本の指揮者。京都市生まれ。名古屋芸術大学音楽学部、武庫川女子大学音楽学部、仁愛女子短期大学音楽学科、京都市立芸術大学音楽学部音楽教育研究会、各非常勤講師。東京混声合唱団指揮者。

## 人物・来歴
京都市立堀川高等学校音楽科（現・京都市立京都堀川音楽高等学校）を経て、大阪音楽大学音楽学部器楽学科（トランペット）卒業。大阪音楽大学在学中の1996年に元ロシア国立ノヴォシビルスク歌劇場指揮者であるヴィヤチェスラフ・プラソロフのレッスンを受講し、それを契機として本格的な指揮活動を開始した。これまでに指揮を小松一彦、伊吹新一、田中良和、藏野雅彦、V.プラソロフ、エフゲニー・ドゥーシェンコ、ニコライ・スーカッチ、2011年よりローマン・コフマンに師事している。
2000年にキエフ国立チャイコフスキー音楽院（en:Kiev Conservatory）指揮科に入学、ウクライナ国家芸術家のE.ドゥーシェンコ（ru:Дущенко, Евгений Васильевич）に師事。2003年、同科を首席で卒業。また、ウクライナ国家演奏家資格を最優秀の成績で修了している。
2001年にはウクライナ・チェルニーゴフフィルハーモニー交響楽団に客演し、ベートーヴェンの『交響曲第7番』を指揮してウクライナにてプロデビューを飾る。2002年には楽団員の大きな支持により、日本人として初めて同楽団の首席客演指揮者（2007年より第2指揮者、2012年8月より常任指揮者）に就任。2012年現在も定期演奏会やマスターコースなどで共演を重ねている。
日本国内においては、大阪交響楽団（旧・大阪シンフォニカー交響楽団）、セントラル愛知交響楽団、瀬戸フィルハーモニー交響楽団、エウフォニカ管弦楽団、神戸市室内合奏団、ブラスパラダイス大阪、大阪市音楽団など、数多くのオーケストラ、吹奏楽団を指揮している。大学オーケストラやアマチュア合唱団などとの共演も多い。福井ジュニア弦楽アンサンブルの指揮者も務める。
また、合唱指揮者として、合唱の分野においても活躍をしている。2007年2月に東京混声合唱団への登壇を果たし、数多くの共演を重ねている。また、2010年5月に創設されたアマチュア合唱団、京都ラ・ルーチェ合唱団の指揮者・音楽監督に就任。2012年には関西在住の音楽大学出身者を中心メンバーとした、みやこオペラ京都合唱団を設立。

## 受賞
- 第16回京都芸術祭京都市長賞
- ウクライナチェルニーゴフ州文化功労賞（2012年7月）